# Ядерные реакции в звёздах

Таблица происхождения химических элементов. Элементы, отмеченные зелёным, жёлтым, фиолетовым или серебристым цветами, так или иначе, образуются в звёздах

Ядерные реакции в звёздах являются их основным источником энергии. Они обеспечивают большое энерговыделение на единицу массы, что позволяет звёздам поддерживать высокую светимость в течение длительного времени. В этих реакциях образуется бо́льшая часть химических элементов, существующих в природе, — происходит нуклеосинтез. Протекание ядерных реакций возможно из-за высокой температуры в недрах звёзд, их темп зависит от температуры и плотности.
Важнейшие ядерные реакции в звёздах — это ядерное горение водорода, в ходе которого из четырёх протонов поэтапно образуется ядро гелия-4. Во время стадии главной последовательности, которая занимает около 90 % срока жизни звезды, в её ядре идут именно эти реакции. Сгорание водорода происходит двумя способами: в протон-протонном цикле и в CNO-цикле.
Последующие реакции могут протекать лишь в достаточно массивных звёздах — за счёт этих реакций звёзды получают существенно меньше энергии, чем за счёт сгорания водорода, но в них формируется большинство остальных химических элементов. Первая из этих реакций — ядерное горение гелия, в котором синтезируются углерод и кислород. После сгорания гелия начинается ядерное горение углерода, неона, кислорода и, наконец, кремния — в этих реакциях синтезируются различные элементы вплоть до железного пика, самый тяжёлый из которых — цинк. Синтез более тяжёлых химических элементов энергетически невыгоден и не происходит при термодинамическом равновесии, однако в некоторых условиях, например, при вспышках сверхновых, возможен и он. Тяжёлые элементы формируются в ходе s-процесса и r-процесса, при которых ядра захватывают нейтроны, а также p-процесса, при котором ядро может, например, захватывать протоны.
Вопрос об источнике энергии звёзд возник после того, как был сформулирован закон сохранения энергии, — в 40-х годах XIX века. Гипотезу о том, что энергия выделяется при превращении водорода в гелий, выдвинул в 1920 году Артур Эддингтон, после чего были открыты цепочки реакций, характерные для этого процесса. В 1941 году Мартин Шварцшильд рассчитал модель Солнца с термоядерным источником энергии и смог теоретически предсказать некоторые наблюдаемые свойства Солнца — таким образом была подтверждена теория термоядерного синтеза в недрах звёзд. Позже была открыта возможность протекания других реакций в недрах звёзд, а в 1957 году вышла статья B²FH, в которой было с хорошей точностью объяснено происхождение большинства химических элементов.

## Общая информация

### Энерговыделение

Энергия связи в ядре на один нуклон

Ядерные реакции, и в первую очередь термоядерные, в которых из ядер малой массы синтезируются более массивные, — основной источник энергии звёзд, причём наибольший вклад в общее количество выделяемой энергии вносят реакции ядерного горения водорода (см. ниже). Полное энерговыделение в ядерных реакциях на единицу массы достаточно велико и позволяет звёздам поддерживать высокую светимость в течение длительного времени: например, светимость Солнца составляет 4⋅1026 Вт, а полный срок жизни составит порядка 1010 лет.
Масса ядер меньше, чем суммарная масса составляющих их нуклонов из-за энергии связи в ядрах. При термоядерных реакциях, в которых образуются ядра с большей энергией связи чем до этого, часть массы {\displaystyle m} переходит в энергию {\displaystyle E} в соотношении {\displaystyle E=mc^{2}}, где {\displaystyle c} — скорость света. Например, при превращении четырёх протонов в ядро гелия на один нуклон выделяется около 7 МэВ, в то время как энергия покоя нуклона составляет 1 ГэВ, так что при превращении водорода в гелий 0,7 % массы переходит в энергию, и на 1 кг водорода, превратившегося в гелий, выделяется 6,4⋅1014 Дж энергии.
Большая часть энергии переходит в тепло, которое постепенно переизлучается фотонами на поверхность звезды, после чего в виде фотонов излучается с её поверхности. Небольшая часть энергии выделяется в форме нейтрино, которые свободно покидают звезду, не взаимодействуя с её веществом.

### Нуклеосинтез
В результате ядерных реакций образуются ядра разных химических элементов. Звёзды небольшой массы способны синтезировать гелий из водорода, более массивные звёзды могут поддерживать и другие реакции, в которых формируются более тяжёлые элементы, вплоть до железного пика, на котором ядра имеют максимальную удельную энергию связи (см. ниже). Синтез ещё более тяжёлых элементов энергетически невыгоден, но и он может происходить в некоторых условиях, например, при наличии свободных нейтронов (см. ниже). Хотя реакции, идущие после ядерного горения водорода, не так важны по суммарному энерговыделению, именно в них синтезируется большинство химических элементов тяжелее гелия.
Постепенное изменение химического состава звёзд в результате ядерных реакций является причиной их эволюции. Синтезированные в звёздах элементы попадают в окружающее пространство различными путями: например, при вспышках сверхновых, хотя и не полностью — некоторая часть вещества не покидает компактные остатки звёзд. Звёзды играют ключевую роль в нуклеосинтезе — производстве большинства химических элементов и обогащении ими межзвёздной среды.

### Условия в звёздах
Нуклоны в атомных ядрах связаны силами ядерного взаимодействия, но эти силы действуют только на малых расстояниях — порядка размеров ядра, в то время как на бо́льших расстояниях доминирует кулоновское отталкивание. Это значит, что для того, чтобы произошла термоядерная реакция (два ядра достаточно сблизились, и ядерное взаимодействие стало преобладать), ядрам нужно преодолеть кулоновский барьер.
В недрах звёзд температура достаточно высока, чтобы ядра могли преодолевать кулоновский барьер. В рамках классической механики вероятность этого ничтожна — например, для Солнца температура в центре составляет порядка 107 K, что соответствует средней энергии порядка 1 кэВ, а для преодоления кулоновского барьера между двумя протонами необходима энергия порядка 1 МэВ — в 1000 раз больше. При максвелловском распределении частиц по скоростям такой энергией обладает лишь {\displaystyle e^{-1000}} от всех частиц, то есть 10−430, в то время как в Солнце всего около 1057 частиц. Однако в действительности из-за туннельного эффекта вероятность преодоления кулоновского барьера существенно повышается: с некоторой вероятностью преодолеть его могут и частицы со значительно меньшей энергией.

### Темп реакций

Зависимость мощности энерговыделения от температуры для различных реакций: pp-цикла (зелёный), CNO-цикла (синий) и тройного альфа-процесса (красный)

Можно рассмотреть два типа частиц, {\displaystyle A} и {\displaystyle B}, при взаимодействии которых возможна ядерная реакция. Если их концентрации составляют {\displaystyle n_{A}} и {\displaystyle n_{B}}, при этом относительная скорость группы частиц {\displaystyle A} и группы частиц {\displaystyle B} составляет {\displaystyle v_{r}}, тогда количество реакций на единицу объёма {\displaystyle r_{AB}} выражается формулой:
{\displaystyle r_{AB}=\sigma (v_{r})v_{r}n_{A}n_{B}}
В этой формуле {\displaystyle \sigma (v_{r})} — ядерное эффективное сечение — параметр, характеризующий вероятность данной реакции. Он имеет размерность площади и зависит от скорости {\displaystyle v_{r}}, с которой частицы сталкиваются. Однако модель с такими двумя группами частиц не годится для вещества звёзд: относительные скорости частиц в них описываются максвелловским распределением {\displaystyle \Phi (v_{r})}, поэтому выражение для темпа реакций принимает иной вид:
{\displaystyle r_{AB}=\lambda _{AB}n_{A}n_{B},}
{\displaystyle \lambda _{AB}=\int _{0}^{\infty }v_{r}\sigma (v_{r})\Phi (v_{r})dv_{r}}
Величина {\displaystyle \lambda _{AB}} называется темпом реакции на пару частиц. Если рассматриваются реакции между одинаковыми частицами, то формула для {\displaystyle r_{AB}} выглядит следующим образом:
{\displaystyle r_{AA}={\frac {\lambda _{AA}n_{A}^{2}}{2}}}
Максвелловское распределение задаётся формулой:
{\displaystyle \Phi (v_{r})=\left({\frac {m_{r}}{2\pi kT}}\right)^{3/2}e^{-{\frac {m_{r}v_{r}^{2}}{2kT}}}4\pi v_{r}^{2}dv_{r}}
где {\textstyle m_{r}={\frac {m_{A}m_{B}}{m_{A}+m_{B}}}} — приведённая масса частиц, {\displaystyle k} — постоянная Больцмана, {\displaystyle T} — температура. Эффективное сечение для ядерных реакций пропорционально вероятности преодоления кулоновского барьера и зависит от кинетической энергии частицы {\displaystyle E=m_{r}v_{r}^{2}/2}:
{\displaystyle \sigma (v_{r})={\frac {S(E)}{E}}\exp \left[-\left({\frac {E_{G}}{E}}\right)^{1/2}\right]}
Здесь {\displaystyle E_{G}} — константа, зависящая только от свойств ядер, принимающих участие в реакции, называемая энергией Гамова. Функция {\textstyle \exp \left[-\left({\frac {E_{G}}{E}}\right)^{1/2}\right]} задаёт вероятность, с которой частицы преодолеют кулоновский барьер и называется фактором Гамова. {\displaystyle S(E)} — функция, слабо зависящая от {\displaystyle E}, так что её тоже можно считать константой. При подстановке этих значений в формулу для {\displaystyle \lambda _{AB}} и затем для {\displaystyle r_{AB}} получается:
{\displaystyle r_{AB}=n_{A}n_{B}\left({\frac {8}{\pi m_{r}}}\right)^{1/2}\left({\frac {1}{kT}}\right)^{3/2}\int _{0}^{\infty }S(E)\exp \left[-{\frac {E}{kT}}-\left({\frac {E_{G}}{E}}\right)^{1/2}\right]dE}
Важное следствие из этой формулы — связь темпа реакций с температурой:
{\displaystyle r_{AB}\propto \exp(-1/T^{1/3})}

#### Пик Гамова

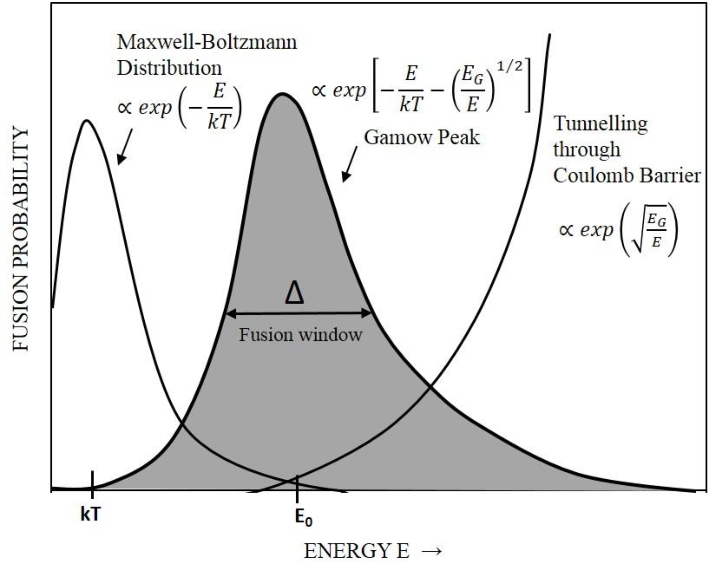
В реакциях синтеза больше всего участвуют частицы, энергия которых близка к пику Гамова

Чем выше энергия частиц, тем больше вероятность того, что они преодолеют кулоновский барьер и вступят в реакцию, но и тем меньше количество частиц с такой энергией. Большинство реакций происходит с участием частиц с такой энергией, которая ещё встречается у достаточного большого количества частиц и которая обеспечивает достаточно высокую вероятность преодоления кулоновского барьера. Это значение энергии, которое известно как пик Гамова, можно получить, дифференцируя подынтегральное выражение в формуле для {\displaystyle r_{AB}} и приравнивая его к нулю. При этом можно пренебречь изменением {\displaystyle S(E)}:
{\displaystyle E_{0}=\left[E_{G}\left({\frac {kT}{2}}\right)^{2}\right]^{1/3}}
Область энергий, близких к пику Гамова, при которых частицы вносят значительный вклад в реакции синтеза, называют окном Гамова.

#### Чувствительность к температуре
Для какой-либо реакции при данной температуре можно определить её чувствительность к изменению температуры:
{\displaystyle \nu ={\frac {d\ln r_{AB}}{d\ln T}}}
Если бы {\displaystyle \nu } было одинаковым для различных температур, то зависимость темпа реакций от температур выглядела бы как {\displaystyle r_{AB}\propto T^{\nu }}. В действительности {\displaystyle \nu } меняется с температурой, но довольно медленно, как {\displaystyle \nu \propto T^{-1/3}}, поэтому нередко для описания чувствительности реакции к температуре используют приближение {\displaystyle r_{AB}\propto T^{\nu }}. Тогда мощность энерговыделения {\displaystyle \varepsilon } на единицу объёма выражается как {\displaystyle \varepsilon =\rho ^{2}T^{\nu }\varepsilon _{0}}, где {\displaystyle \rho } — плотность вещества, а {\displaystyle \varepsilon _{0}} — коэффициент пропорциональности.

## Реакции нуклеосинтеза

### Ядерное горение дейтерия и лития
Дейтерий и литий — редкие элементы, поэтому сгорание этих элементов в ядерных реакциях завершается сравнительно быстро и не приносит большого количества энергии. Однако реакции с участием этих элементов идут при сравнительно низкой температуре, при которой ещё невозможно ядерное горение водорода (см. ниже). Поэтому ядерное горение дейтерия и лития — реакции, которые начинаются в звёздах первыми, ещё на стадии протозвезды. Эти реакции также идут в коричневых карликах — объектах, масса которых слишком мала, чтобы запустить стабильное ядерное горение водорода и стать звёздами. Срок, за который сгорают эти элементы в звезде или коричневом карлике, также зависит от массы объекта, поэтому информация о содержании этих элементов позволяет определять некоторые параметры звёзд и коричневых карликов: например, в самых маломассивных звёздах литий сгорает за 100 миллионов лет, таким образом присутствие этого элемента в более старом объекте указывает на то, что это коричневый карлик.
Ядерное горение дейтерия возможно при температурах не менее 5⋅105 K, именно его возможность определяет нижнюю границу массы коричневого карлика — 0,013 M⊙. Горение дейтерия главным образом представляет собой слияние дейтрона с протоном и образование ядра гелия-3:
{\displaystyle {\ce {d + p -> ^3_2He + \gamma}}}
Для ядерного горения лития нужна температура не менее 2⋅106 K, которая достигается в объектах с массой не менее 0,055—0,060 M⊙. Эта реакция представляет собой слияние ядра лития-7 с протоном, при котором образуется два ядра гелия-4:
{\displaystyle {\ce {^7_3Li + p -> ^4_2He + ^4_2He}}}

### Ядерное горение водорода
Бо́льшую часть массы звёзд — около 70 % — составляет водород, при превращении которого в гелий выделяется большое количество энергии на один нуклон. В цепочке ядерных реакций, которые приводят к образованию железа — элемента с наибольшей энергией связи на нуклон, около 70 % выделяемой энергии приходится на реакции превращения водорода в гелий. Кроме того, светимость звёзд, пока они сжигают водород в ядре и находятся на главной последовательности, меньше, чем на следующих этапах, так что эта стадия занимает бо́льшую часть жизни звезды — около 90 %, и большинство звёзд во Вселенной — звёзды главной последовательности. Даже когда водород в ядре исчерпан, и звезда сошла с главной последовательности, ядерное горение водорода всё равно может происходить, например, в оболочке вокруг ядра — в слоевом источнике.
Ядерное горение водорода становится возможным при температуре не менее 3⋅106 K. Поддерживать ядерное горение водорода могут не только звёзды, но и самые массивные коричневые карлики тяжелее 0,06 M⊙, но отличие между этими объектами состоит в том, что коричневые карлики прекращают сжигать водород к моменту, когда достигают равновесия. Минимальная же масса объекта для того, чтобы он стал звездой и сжигал водород в течение длительного времени, составляет 0,075 M⊙.
Ядерное горение водорода хотя и может идти различными путями, сводится к реакции вида {\displaystyle {\ce {4p -> ^4_2He}}} с выделением 27,3 МэВ энергии, то есть около 7 МэВ на нуклон. Также образуются нейтрино: доля энергии, уносимая ими, различается для разных путей данной реакции. Два основных пути горения водорода — протон-протонный цикл и CNO-цикл, причём в обоих возможны различные цепочки реакций. В CNO-цикле в качестве катализатора выступают ядра углерода, азота и кислорода, и он более чувствителен к температуре, чем протон-протонный цикл. Протон-протонный цикл вносит основной вклад в энерговыделение у звёзд с массой менее 1,5 M⊙, где центральная температура ниже 1,8⋅107 K, а CNO-цикл доминирует в более массивных звёздах с более горячими ядрами. У Солнца с центральной температурой в 1,6⋅107 K в CNO-цикле выделяется лишь 10 % энергии. Также CNO-цикл является основным путём ядерного горения водорода, если оно происходит в слоевом источнике.
Для протекания CNO-цикла необходимо наличие углерода, азота и кислорода в веществе звезды. Если этих элементов недостаточно — менее 10−10—10−9 массы звезды, то CNO-цикл проходить не может, и единственным источником энергии остаётся протон-протонный цикл. Чтобы с его помощью выделять достаточно энергии для сохранения гидростатического равновесия, ядро звезды вынуждено сжиматься и нагреваться гораздо сильнее, чем для звезды с нормальной металличностью. В этом случае температура в центре массивных звёзд может достигать 100 миллионов кельвинов, чего уже достаточно для прохождения тройного альфа-процесса с участием гелия (см. ниже). В этой реакции вырабатывается углерод, и когда его становится достаточно много, энергия начинает выделяться за счёт CNO-цикла, а температура и давление в ядре звезды понижаются до значений, наблюдаемых у нормальных звёзд. Считается, что описанный сценарий реализовывался у звёзд гипотетического населения III: они должны были сформироваться из вещества, образованного при первичном нуклеосинтезе, которое практически не содержало элементов тяжелее гелия. Такие элементы впервые образовались именно в этих звёздах, самые массивные из которых быстро завершили свою эволюцию и выбросили в межзвёздную среду вещество, обогащённое этими элементами. Из такого вещества впоследствии и сформировались звёзды населения II и населения I.

#### Протон-протонный цикл

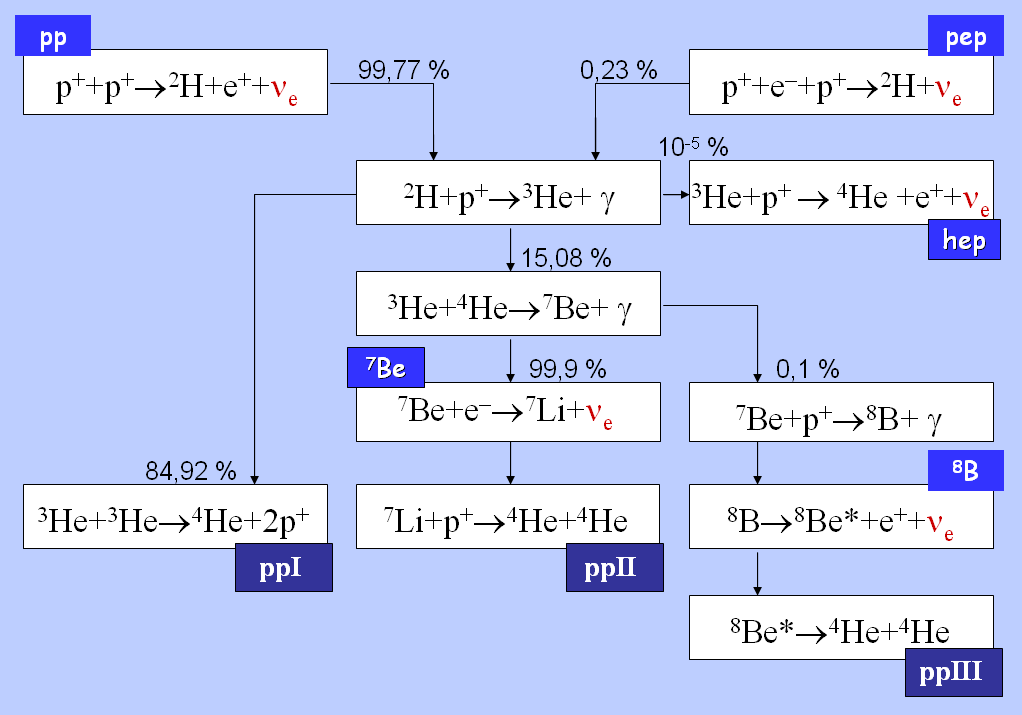
Реакции протон-протонного цикла

Ветвь ppI

Протон-протонный цикл (или pp-цикл) включает в себя три основные цепочки реакций: ppI, ppII и ppIII. Первые две реакции, в результате которых образуется ядро дейтерия, а затем гелия-3, общие для всех цепочек:
{\displaystyle {\ce {p + p -> d + e^+ + \nu_{e}}}}
{\displaystyle {\ce {d + p -> ^3_2He + \gamma}}}
Поскольку система из двух протонов неустойчива, то для протекания первой из указанных реакций необходимо, чтобы при сближении один из протонов испытал бета-распад, при котором образуются нейтрон, позитрон и электронное нейтрино. Вероятность этого мала, так что эта реакция — самая медленная, и именно она определяет скорость протекания всего pp-цикла. Также дейтерий может образовываться при слиянии двух протонов с электроном, однако в такой реакции синтезируется лишь 0,25 % всех ядер дейтерия:
{\displaystyle {\ce {p + e^- + p -> d + \nu_{e}}}}
При температурах более 5⋅106 K достаточно быстрыми становятся дальнейшие реакции, в которых образуются ядра гелия-4. В условиях, которые имеют место в центре Солнца, образовавшееся после этих реакций ядро гелия-3 с вероятностью 69 % вступает в реакцию с другим ядром гелия-3, при которой образуются ядро гелия-4 и два протона:
{\displaystyle {\ce {^3_2He + ^3_2He -> ^4_2He + 2p}}}
Цепочка реакций, в которой ядро гелия формируется таким путём, называется ветвью ppI. Суммарно в ветви ppI на одно ядро гелия-4 возникают два нейтрино, средняя энергия каждого нейтрино составляет 0,263 МэВ, то есть в виде нейтрино излучается в среднем 2,0 % энергии.
В остальном 31 % случаев для Солнца ядро гелия-3 реагирует с ядром гелия-4 и образуется ядро бериллия-7:
{\displaystyle {\ce {^3_2He + ^4_2He -> ^7_4Be + \gamma}}}
Дальше снова возможны два пути. Первый, происходящий в Солнце с вероятностью 99,7 %, — ветвь ppII:
{\displaystyle {\ce {^7_4Be + e^- -> ^7_3Li + \nu_{e}}}}
{\displaystyle {\ce {^7_3Li + p -> ^4_2He + ^4_2He}}}
Второй из этих путей идёт в Солнце с вероятностью лишь 0,3 % — ветвь ppIII:
{\displaystyle {\ce {^7_4Be + p -> ^8_5B + \gamma}}}
{\displaystyle {\ce {^8_5B -> 2 ^4_2He + e^+ + \nu_{e}}}}
Нейтрино, которые образуются в реакциях ветвей ppII и ppIII, имеют средние энергии соответственно 0,80 МэВ и 7,2 МэВ, так что в реакциях ветви ppII нейтрино уносят 4,0 % энергии, а в ppIII — 27,9 %.
При увеличении температуры увеличивается вероятность реакции {\displaystyle {\ce {^3_2He + ^4_2He -> ^7_4Be + \gamma}}}, ведущей к цепочкам ppII и ppIII. Кроме того, вероятность реализации ветви ppIII по сравнению с ppII также увеличивается с ростом температуры. В целом чувствительность pp-цикла к температуре {\displaystyle \nu } (см. выше) невелика: она меняется от приблизительно 6 при температуре в 5⋅106 K до примерно 3,5 при температуре 2⋅107 K, в качестве среднего значения обычно берётся 4.

#### CNO-цикл

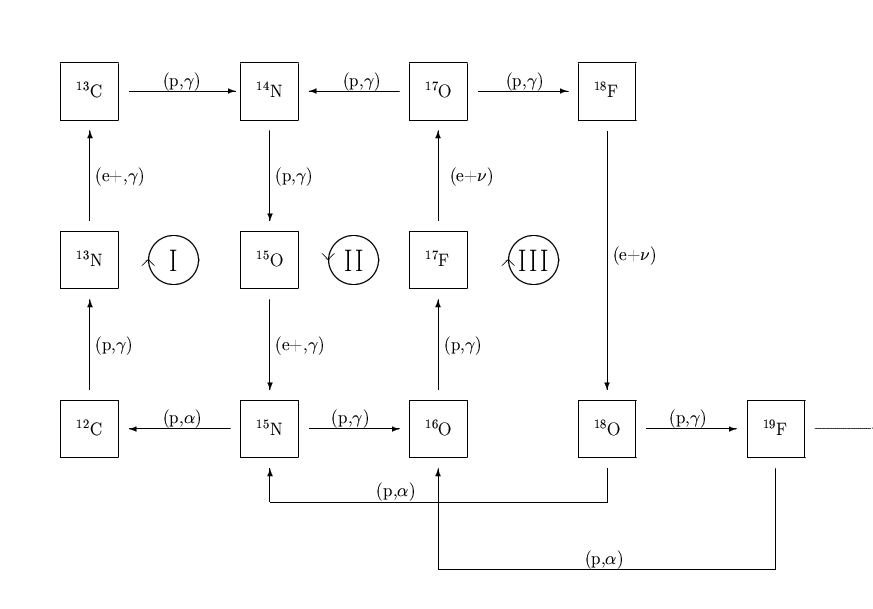
Реакции CNO-цикла

Ветвь CNOI

В CNO-цикле гелий образуется из водорода в результате последовательных захватов протонов ядрами углерода, азота и кислорода. Сами эти элементы не расходуются и не производятся, следовательно, выступают катализаторами превращения водорода в гелий. CNO-цикл включает в себя три различные, частично пересекающиеся цепочки реакций: циклы CNOI, CNOII, CNOIII.
Цикл CNOI, также называемый циклом CN, выглядит следующим образом:
{\displaystyle {\ce {^12_6C + p -> ^13_7N + \gamma}}}
{\displaystyle {\ce {^13_7N -> ^13_6C + e^+ + \nu_{e}}}}
{\displaystyle {\ce {^13_6C + p -> ^14_7N + \gamma}}}
{\displaystyle {\ce {^14_7N + p -> ^15_8O + \gamma}}}
{\displaystyle {\ce {^15_8O -> ^15_7N + e^+ + \nu_{e}}}}
{\displaystyle {\ce {^15_7N + p -> ^12_6C + ^4_2He}}}
Цикл CNOII, также называемый циклом NO, проходит так:
{\displaystyle {\ce {^14_7N + p -> ^15_8O + \gamma}}}
{\displaystyle {\ce {^15_8O -> ^15_7N + e^+ + \nu_{e}}}}
{\displaystyle {\ce {^15_7N + p -> ^16_8O + \gamma}}}
{\displaystyle {\ce {^16_8O + p -> ^17_9F + \gamma}}}
{\displaystyle {\ce {^17_9F -> ^17_8O + e^+ + \nu_{e}}}}
{\displaystyle {\ce {^17_8O + p -> ^14_7N + ^4_2He}}}
Цикл CNOIII состоит из следующих реакций:
{\displaystyle {\ce {^15_7N + p -> ^16_8O + \gamma}}}
{\displaystyle {\ce {^16_8O + p -> ^17_9F + \gamma}}}
{\displaystyle {\ce {^17_9F -> ^17_8O + e^+ + \nu_{e}}}}
{\displaystyle {\ce {^17_8O + p -> ^18_9F + \gamma}}}
{\displaystyle {\ce {^18_9F -> ^18_8O + e^+ + \nu_{e}}}}
{\displaystyle {\ce {^18_8O + p -> ^15_7N + ^4_2He}}}
В среднем в CNO-цикле нейтрино уносится бо́льшая доля энергии, чем в pp-цикле. CNO-цикл гораздо более чувствителен к температуре, чем pp-цикл, — при температуре 107 K величина {\displaystyle \nu } (см. выше) для него составляет 18. Кроме того, что у массивных звёзд с высокой температурой в ядре энергия выделяется в основном в CNO-цикле, у его высокой чувствительности к температуре есть и другое следствие. Если энергия в звезде выделяется преимущественно в CNO-цикле, то протекание ядерных реакций и энерговыделение сильно сосредоточены в центре, что приводит к образованию конвективной зоны в ядре.

### Ядерное горение гелия
Ядерное горение гелия — реакции, в которых расходуется гелий, — начинается только после схода звезды с главной последовательности. Для прохождения этих реакций необходима температура не менее 108 K, которая достигается в звёздах с массой не менее 0,5 M⊙. Основная реакция ядерного горения гелия — тройной альфа-процесс — сводится к реакции {\displaystyle {\ce {3^4_2He -> ^12_6C}}} с выделением энергии 7,27 МэВ, что составляет около 0,6 МэВ на нуклон — на порядок меньше, чем при ядерном горении водорода (см. выше). Срок ядерного горения гелия приблизительно в 100 раз меньше, чем ядерного горения водорода при фиксированной массе звезды.
Превращение гелия в углерод происходит следующим образом. Сначала два ядра гелия, сталкиваясь, образуют ядро бериллия-8:
{\displaystyle {\ce {^4_2He + ^4_2He -> ^8_4Be}}}
Эта реакция является эндотермической и поглощает 92 кэВ, что обуславливает высокий температурный порог для горения гелия. Кроме того, бериллий-8 очень нестабилен: его время жизни составляет 2,6⋅10−16 секунд, поэтому такое ядро в большинстве случаев распадается вновь на два ядра гелия. Для того, чтобы ядро углерода образовалось, ядро бериллия должно столкнуться с ядром гелия, пока не распалось:
{\displaystyle {\ce {^{8}_{4}Be{~+~}_{2}^{4}He->{^{12}_{6}C^{\star }}}}}
Эта реакция также эндотермическая и поглощает 288 кэВ. В результате этой реакции ядро углерода оказывается в возбуждённом состоянии — оно нестабильно и с большой вероятностью распадается обратно на ядро бериллия и ядро гелия: равновесная концентрация углерода ещё меньше, чем концентрация бериллия. Лишь в одном случае из приблизительно 2500 реакций ядро переходит в основное состояние и становится стабильным, выделяя 7,65 МэВ энергии:
{\displaystyle {\ce {^{12}_{6}C^{\star }->{^{12}_{6}C}{~+~}\gamma }}}
При повышении температуры увеличивается частота реакций с двумя ядрами гелия, то есть равновесная концентрация бериллия увеличивается. Кроме того, с ростом температуры увеличивается эффективное сечение второй реакции. Это приводит к тому, что тройной альфа-процесс очень чувствителен к температуре: при температуре 108 K величина {\displaystyle \nu } (см. выше) составляет 40, а при температуре 2⋅108 K — 20.
Кроме тройного альфа-процесса, гелий может расходоваться и в других реакциях, например:
{\displaystyle {\ce {^12_6C + ^4_2He -> ^16_8O + \gamma}}}
{\displaystyle {\ce {^16_8O + ^4_2He -> ^20_10Ne + \gamma}}}
Также в реакциях с участием гелия возможен синтез и более тяжёлых элементов, но темп этих реакций при тех условиях, которые достигаются в звёздах при тройном альфа-процессе, очень мал. Таким образом, ядерное горение гелия производит не только углерод, но и кислород, а также небольшое количество неона. Кроме того, когда из-за тройного альфа-процесса доля гелия в звезде заметно уменьшается, образование ядер кислорода начинает вносить вклад в энерговыделение, сравнимый с таковым у тройной гелиевой реакции, — это делает стадию горения гелия более длительной, чем она была бы в отсутствие такой реакции.

### Синтез элементов до железного пика
| Реакция           | Продолжительность стадии в годах | Продолжительность стадии в годах | Продолжительность стадии в годах |
| Реакция           | 15 M⊙                            | 20 M⊙                            | 25 M⊙                            |
| ----------------- | -------------------------------- | -------------------------------- | -------------------------------- |
| Горение водорода  | 1,1⋅107                          | 7,5⋅106                          | 5,9⋅106                          |
| Горение гелия     | 1,4⋅106                          | 9,3⋅105                          | 6,8⋅105                          |
| Горение углерода  | 2600                             | 1400                             | 970                              |
| Горение неона     | 2,0                              | 1,5                              | 0,77                             |
| Горение кислорода | 2,5                              | 0,79                             | 0,33                             |
| Горение кремния   | 0,29                             | 0,031                            | 0,023                            |

Химический состав массивной звезды на поздних стадиях эволюции (не в масштабе)

Процессы нуклеосинтеза в массивных звёздах на поздних стадиях эволюции сложны и разнообразны. После окончания горения гелия в ядрах этих звёзд последовательно происходят различные реакции, в которых вырабатываются химические элементы, вплоть до элементов железного пика: их создают звёзды с массами не менее 10—15 M⊙. Синтез более тяжёлых элементов энергетически невыгоден, поэтому в обычных звёздах, в условиях термодинамического равновесия, не происходит. Самый тяжёлый элемент, который может так образоваться, — цинк. Более тяжёлые элементы могут сформироваться при особых условиях: например, при вспышках сверхновых (см. ниже).
Все эти реакции завершаются очень быстро — длительность реакций после ядерного горения углерода составляет несколько лет или меньше. При этом время, за которое звезда может достаточно изменить размер, температуру и светимость, соответствует тепловому времени, которое для звёзд на соответствующих стадиях эволюции составляет около 102—103 лет. При этих процессах внешние характеристики звёзд практически не меняются, однако в переносе возросшего потока энергии из ядра основную роль начинает играть нейтринное излучение. Эти реакции могут проходить одновременно в различных областях звезды: структура звезды по химическому составу становится слоистой, и на границах между слоями происходят реакции, в которых один элемент превращается в другой.
Кроме указанных ниже реакций, при термоядерном синтезе в звёздах производится и множество других элементов легче железа, однако многочисленные реакции, при которых эти элементы образуются, обеспечивают незначительный вклад в энерговыделение.

#### Горение углерода
После того, как в ядре звезды массой более 8 M⊙ исчерпывается гелий, оно сжимается, и при достижении температуры 0,3—1,2⋅109 K в нём начинается ядерное горение углерода:
{\displaystyle {\ce {^12_6C + ^12_6C -> ^24_12Mg}}}
Изотоп магния находится в возбуждённом состоянии, поэтому может распадаться по одному из приведённых путей:
{\displaystyle {\ce {^24_12Mg -> ^23_12Mg + n}}}
{\displaystyle {\ce {^24_12Mg -> ^20_10Ne + ^4_2He}}}
{\displaystyle {\ce {^24_12Mg -> ^23_11Na + p}}}
Также именно во время этой стадии нейтрино начинают играть решающую роль в переносе энергии из ядра.

#### Горение неона
К моменту, когда горение углерода завершается, ядро звезды состоит в основном из кислорода (0,7 массы ядра), неона (0,2—0,3 массы ядра) и магния. Среди этих частиц наименьший кулоновский барьер имеет кислород, но, благодаря наличию в ядре фотонов с высокими энергиями, эндотермические реакции с участием неона становятся доступны при меньшей температуре в 1,2—1,9⋅109 K, которой достигают звёзды массой не менее 10 M⊙:
{\displaystyle {\ce {^20_10Ne + \gamma -> ^16_8O + ^4_2He}}}
Тем не менее энерговыделение от остальных реакций, идущих в то же время, делает стадию горения неона экзотермической. Кроме того, ядра неона при реакции с альфа-частицами могут превращаться в магний, а затем в кремний:
{\displaystyle {\ce {^20_10Ne + ^4_2He -> ^24_12Mg + \gamma}}}
{\displaystyle {\ce {^24_12Mg + ^4_2He -> ^28_14Si + \gamma}}}
Возможна и реакция с участием двух ядер неона:
{\displaystyle {\ce {^20_10Ne + ^20_10Ne -> ^24_12Mg + ^16_8O}}}

#### Горение кислорода
Когда температура в ядре звезды достигает 1,5—2,6⋅109 K, запускается ядерное горение кислорода. Эта реакция возможна в звёздах массивнее 11 M⊙:
{\displaystyle {\ce {^16_8O + ^16_8O -> ^32_16S}}}
Ядро серы может распадаться следующим образом:
{\displaystyle {\ce {^32_16S -> ^31_16S + n}}}
{\displaystyle {\ce {^32_16S -> ^31_15P + p}}}
{\displaystyle {\ce {^32_16S -> ^30_15P + d}}}
{\displaystyle {\ce {^32_16S -> ^28_14Si + ^4_2He}}}

#### Горение кремния
Ядерное горение кремния начинается, когда температура в ядре достигает 2,3⋅109 K, при этом формируется железо. Прямая реакция {\displaystyle {\ce {^28_14Si + ^28_14Si -> ^56_28Ni}}} маловероятна из-за того, что кулоновский барьер для неё слишком велик, поэтому синтез идёт другим путём. Сначала часть кремния проходит через реакции фотодезинтеграции:
{\displaystyle {\ce {^28_14Si + \gamma -> ^24_12Mg + ^4_2He}}}
{\displaystyle {\ce {^24_12Mg + \gamma -> ^20_10Ne + ^4_2He}}}
{\displaystyle {\ce {^20_10Ne + \gamma -> ^16_8O + ^4_2He}}}
{\displaystyle {\ce {^16_8O + \gamma -> ^12_6C + ^4_2He}}}
{\displaystyle {\ce {^12_6C + \gamma -> 3^4_2He}}}
Альфа-частицы, получившиеся в этих реакциях, участвуют в альфа-процессе, конечным продуктом которого являются ядра никеля:
{\displaystyle {\ce {^28_14Si + ^4_2He -> ^32_16S + \gamma}}}
{\displaystyle {\ce {^32_16S + ^4_2He -> ^36_18Ar + \gamma}}}
{\displaystyle {\ce {^36_18Ar + ^4_2He -> ^40_20Ca + \gamma}}}
{\displaystyle {\ce {^40_20Ca + ^4_2He -> ^44_22Ti + \gamma}}}
{\displaystyle {\ce {^44_22Ti + ^4_2He -> ^48_24Cr + \gamma}}}
{\displaystyle {\ce {^48_24Cr + ^4_2He -> ^52_26Fe + \gamma}}}
{\displaystyle {\ce {^52_26Fe + ^4_2He -> ^56_28Ni + \gamma}}}
Ядра никеля в результате двух последовательных бета-распадов превращаются сначала в ядра кобальта, а затем железа:
{\displaystyle {\ce {^56_28Ni -> ^56_27Co + e^+}}}
{\displaystyle {\ce {^56_27Co -> ^56_26Fe + e^+}}}
Кроме того, бета-распаду подвержены и некоторые из остальных элементов, которые появляются в этой цепочке, — так формируются другие стабильные изотопы, такие как {\displaystyle {\ce {^44_20Ca}}}, {\displaystyle {\ce {^48_22Ti}}} и {\displaystyle {\ce {^52_24Cr}}}. Вместе с тем образуемые элементы расщепляются в результате фотодезинтеграции, но равновесие между синтезом и расщеплением всех элементов в ядре достигается только тогда, когда ядро по большей части становится железным. Это состояние называется ядерным статистическим равновесием (англ. nuclear statistical equilibrium).

### Синтез элементов после железного пика
Термоядерные реакции в условиях термодинамического равновесия формируют в первую очередь ядра с наибольшей энергией связи, то есть элементы железного пика (см. выше). Более тяжёлые элементы формируются при иных условиях. Они могут формироваться, например, при взрывном нуклеосинтезе, который происходит при потере звездой гидростатического равновесия или её разрушении — в частности, в сверхновых.

#### Нейтронный захват
Один из механизмов образования более тяжёлых элементов — нейтронный захват, при котором происходит слияние ядер со свободными нейтронами. Кулоновский барьер для таких реакций отсутствует. Выделяют два вида процессов нейтронного захвата: s-процесс (от англ. slow — «медленный») и r-процесс (от англ. rapid — «быстрый»). Первый проходит при сравнительно небольшом потоке нейтронов, второй — при большом.
При захвате нейтрона массовое число ядра увеличивается на 1, а зарядовое остаётся прежним. Ядра, в которых слишком много нейтронов, неустойчивы и могут подвергаться бета-распаду, при котором нейтрон в ядре превращается в протон, то есть зарядовое число увеличивается на 1, а массовое не меняется. Таким образом, многочисленные захваты нейтронов приводят к бета-распадам, в результате чего образуются ядра всё более тяжёлых элементов. Нейтронный захват играет основную роль в производстве элементов тяжелее железа, причём в нём производятся те элементы долины стабильности, которые относительно богаты нейтронами.

##### s-процесс

Завершающая часть пути s-процесса. Ярко-жёлтым цветом показаны стабильные ядра

Когда поток нейтронов сравнительно невелик, то после захвата нейтрона ядром у последнего достаточно времени, чтобы подвергнуться бета-распаду, если для этого ядра он возможен, — происходит s-процесс. Этот процесс может происходить, например, в звёздах асимптотической ветви гигантов между слоями, в которых происходят горение водорода и горение гелия, а также в более массивных звёздах на стадии горения гелия в ядре. Характерная продолжительность s-процесса составляет 104 лет.
Небольшой поток нейтронов в звёздах создают разные термоядерные реакции, например:
{\displaystyle {\ce {^12_6C + ^12_6C -> ^23_12Mg + n}}}
{\displaystyle {\ce {^16_8O + ^16_8O -> ^31_16S + n}}}
Можно рассмотреть типичную реакцию s-процесса. После захвата нейтрона ядром кадмия-114 образуется ядро кадмия-115, период полураспада которого равен 54 часам. При s-процессе бета-распад этого ядра успевает произойти и образуется индий-115:
{\displaystyle {\ce {^114_48Cd + n -> ^115_48Cd + \gamma}}}
{\displaystyle {\ce {{^{115}_{48}Cd}->{^{115}_{49}In}+{e^{-}}+{\bar {\nu _{e}}}}}}
Аналогичным образом ядро индия-115 захватывает нейтрон, образуя нестабильный индий-116 с периодом полураспада в 14 секунд и в результате бета-распада превращаясь в олово-116:
{\displaystyle {\ce {^115_49In + n -> ^116_49In + \gamma}}}
{\displaystyle {\ce {{^{116}_{49}In}->{^{116}_{50}Sn}+{e^{-}}+{\bar {\nu _{e}}}}}}
При последующих захватах нейтронов образуются стабильные изотопы олова с массовыми числами 117, 118, 119, 120. При следующем захвате образуется нестабильное олово-121, которое превращается в сурьму-121, и s-процесс идёт дальше. Однако в s-процессе невозможно образование, например, стабильного олова-122, хотя оно возможно при r-процессе (см. ниже). Кроме того, s-процесс не способен производить элементы тяжелее висмута-209, поскольку захват нейтрона этим ядром приводит к следующему циклу реакций:
{\displaystyle {\ce {^209_83Bi + n -> ^210_83Bi + \gamma}}}
{\displaystyle {\ce {{^{210}_{83}Bi}->{^{210}_{84}Po}+{e^{-}}+{\bar {\nu _{e}}}}}}
{\displaystyle {\ce {^210_84Po -> ^206_82Pb + ^4_2He}}}
{\displaystyle {\ce {^206_82Pb + n -> ^207_82Pb + \gamma}}}
{\displaystyle {\ce {^207_82Pb + n -> ^208_82Pb + \gamma}}}
{\displaystyle {\ce {^208_82Pb + n -> ^209_82Pb + \gamma}}}
{\displaystyle {\ce {^{209}_{82}Pb->{^{209}_{83}Bi}+{e^{-}}+{\bar {\nu _{e}}}}}}
Таким образом, более тяжёлые элементы образуются только при r-процессе. С другой стороны, некоторые изотопы могут возникать только при s-процессе, но не при r-процессе (см. ниже). Сам s-процесс идёт не строго по одному пути: время жизни некоторых изотопов, например, селена-79, зависит от того, находятся ли они в основном состоянии или в возбуждённом, из-за чего s-процесс может идти по-разному, но, как правило, через несколько шагов после расхождения пути s-процесса сходятся друг с другом.

##### r-процесс
При большом потоке нейтронов происходит r-процесс. В этом случае захват нейтронов происходит существенно быстрее, чем бета-распад, поэтому при r-процессе образовываются нестабильные ядра с большим количеством нейтронов, которые проходят бета-распад лишь по окончании r-процесса. Сам r-процесс длится лишь порядка секунды — он может иметь место, например, при вспышках сверхновых, когда за короткий срок выделяется большое количество нейтронов.
Большой поток нейтронов возникает в двух случаях. Первый вариант — реакции, в которых высокоэнергетичные фотоны «выбивают» нейтроны из ядер: они происходят при температурах выше 109 K. Другой вариант — нейтронизация вещества, представимая в виде реакций {\displaystyle {\ce {p + e^- -> n + \nu_{e}}}}, которая случается перед самой вспышкой сверхновой.
При r-процессе могут образовываться некоторые ядра, недоступные s-процессу. Это, например, элементы тяжелее висмута и «изолированные» стабильные изотопы — такие, что изотоп того же элемента с массовым числом на 1 меньше подвержен бета-распаду. При s-процессе может образоваться изотоп, подверженный бета-распаду, но он не успевает захватить ещё один нейтрон и превратиться в «изолированный» стабильный изотоп (см. выше).
С другой стороны, некоторые ядра могут появляться в s-процессе, но не в r-процессе, например, стронций-86. При r-процессе образуется ядро, богатое нейтронами, затем оно последовательно испытывает бета-распад, при котором не меняется массовое число. Когда ядро становится стабильным, бета-распад прекращается, и элементы с тем же массовым числом, но меньшим зарядовым, образовываться не могут. Так, например, образовавшееся при r-процессе ядро с массовым числом 86 превращается в стабильный криптон-86, дальнейшие превращения которого не происходят.

#### p-процесс
При p-процессе образуются богатые протонами ядра, которые не могут сформироваться в процессах нейтронного захвата. Захват протона — лишь один из механизмов p-процесса, при котором ядро {\displaystyle {\ce {X}}} с массовым числом {\displaystyle {\ce {A}}} превращается в ядро {\displaystyle {\ce {Y}}}:
{\displaystyle {\ce {^{A}_{Z}X + p -> ^{A + 1}_{Z + 1}Y + \gamma}}}
Другой механизм — выбивание нейтронов из ядра высокоэнергетическими фотонами:
{\displaystyle {\ce {^{A}_{Z}X + \gamma -> ^{A - 1}_{Z}X + n}}}
В результате захвата ядром позитрона один нейтрон в ядре превращается в протон:
{\displaystyle {\ce {{^{A}_{Z}X}+{e^{+}}->{^{A}_{{Z}+1}Y}+{\bar {\nu _{e}}}}}}
Также возможен, хотя и маловероятен, процесс, при котором происходят захват протона и отделение нейтрона из ядра:
{\displaystyle {\ce {^{A}_{Z}X + p -> ^{A}_{Z + 1}Y + n}}}
В результате p-процесса образуются такие нуклиды, как, например, стронций-84, молибден-92, рутений-96 и индий-113. Формирующиеся в p-процессе изотопы, называемые p-элементами, приблизительно на два порядка менее распространены, чем те, которые образуются при нейтронном захвате. Сам p-процесс происходит на ранних этапах взрыва сверхновой.

## История изучения

### Представления об источнике энергии звёзд
После того, как был сформулирован закон сохранения энергии, — в 40-х годах XIX века — возник вопрос об источнике энергии звёзд, который долгое время оставался неразрешённым. По геологическим сведениям того времени возраст Земли составлял не менее сотен миллионов лет, такую же по порядку оценку давали и представления о биологической эволюции. Следовательно, Солнце также должно было светить не меньше сотен миллионов лет с приблизительно постоянной светимостью. Однако наиболее эффективный из известных в то время источников энергии, предложенный Германом Гельмгольцем и лордом Кельвином, — собственная гравитация — позволил бы Солнцу светить лишь в течение десятков миллионов лет. В дальнейшем вопрос только обострился — после открытия радиоактивности оценка минимального возможного возраста Земли повысилась до 1,5 миллиарда лет.
В 1903 году Пьер Кюри обнаружил выделение тепла радиоактивными элементами. В связи с этим Джеймс Джинс выдвинул гипотезу, что звёзды вырабатывают энергию за счёт радиоактивного распада, но эта гипотеза также не могла объяснить возраст Солнца. После того как Альберт Эйнштейн в 1906 году открыл эквивалентность массы и энергии, Джинс предположил, что в звёздах происходит не радиоактивный распад, а аннигиляция вещества. Хотя гипотеза аннигиляции и давала достаточно большой возможный срок жизни Солнца, она не нашла подтверждения в будущем, но сама идея о внутриядерном источнике энергии звёзд оказалась правильной.
В 1920 году верный механизм энерговыделения — превращение водорода в гелий — предложил Артур Эддингтон. На тот момент уже было известно, что масса покоя четырёх протонов на 0,7 % превышает массу ядра гелия и что при такой реакции эта разность масс могла бы переходить в энергию — этот механизм позволил объяснить срок жизни Солнца.
Первоначально гипотеза Эддингтона была небезупречной. Во-первых, рассчитанные температуры в центрах звёзд, как казалось, были слишком малы, чтобы частицы преодолевали кулоновский барьер и формировали более тяжёлые ядра. Эта проблема была разрешена в 1929 году применением туннельного эффекта к веществу в недрах звёзд. Кроме того, не было известно, каким именно образом может происходить такое превращение, поскольку столкновение сразу четырёх протонов и двух электронов очень маловероятно. К 1939 году Ханс Бете, Карл Вайцзеккер и Чарльз Критчфилд независимо друг от друга открыли два пути превращения водорода в гелий: pp-цикл и CNO-цикл, которые в действительности проходят в звёздах. В 1941 году Мартин Шварцшильд рассчитал модель Солнца с термоядерным источником энергии и смог теоретически предсказать некоторые наблюдаемые свойства Солнца — таким образом, теория термоядерного синтеза в недрах звёзд подтвердилась. Позже были открыты и другие возможные реакции в звёздах (см. ниже), но проблема их основного источника энергии уже была в целом разрешена.

### Представления о нуклеосинтезе
В 1946 году Георгий Гамов и Фред Хойл независимо друг от друга опубликовали две научные статьи, в которых рассматривали вопрос возникновения химических элементов во Вселенной. Гамов утверждал, что химические элементы в первую очередь возникли вскоре после возникновения Вселенной при первичном нуклеосинтезе, а Хойл считал, что химические элементы в основном возникают в звёздах. До начала 1950-х годов гораздо большей поддержкой пользовалась теория Гамова — возникновение тяжёлых элементов в звёздах казалось маловероятным, поскольку для их синтеза требовались температуры на два порядка больше, чем в звёздах главной последовательности. Однако впоследствии и в теории Гамова обнаружились проблемы: наблюдаемый химический состав Вселенной был слишком неоднороден для такого повсеместного нуклеосинтеза, кроме того, отсутствие стабильных ядер с массовыми числами 5 и 8 делало практически невозможным синтез элементов с бо́льшими массовыми числами — в действительности при первичном нуклеосинтезе сформировались лишь некоторые лёгкие ядра.
В последующие годы становились известными различные возможные ядерные реакции в звёздах: например, в 1952 году Эдвин Солпитер открыл возможность тройного альфа-процесса, а в 1953—1954 годах было открыто ядерное горение углерода и кислорода. Наконец, в 1957 году была опубликована статья, известная как B²FH по фамилиям её авторов: это были Маргарет и Джефри Бербидж, Уильям Фаулер и Фред Хойл. В этой обзорной работе были сведены разрозненные данные о ядерных реакциях в звёздах и было с хорошей точностью объяснено происхождение большинства химических элементов. Статья B²FH стала одной из важнейших и наиболее цитируемых статей по астрофизике.

### Дальнейшее изучение
Ядерные реакции в звёздах и их эволюция продолжали изучаться, а теоретические модели становились точнее. Так, например, ещё в 1940-х годах обсуждалась возможность наблюдения нейтрино, а в 1968 году был проведён первый эксперимент по наблюдению солнечных нейтрино. Оказалось, что количество таких частиц, излучаемых Солнцем, было меньше, чем предсказывалось теоретически. Эта проблема, известная как проблема солнечных нейтрино, разрешилась в 2002 году: тогда были обнаружены нейтринные осцилляции, в результате которых нейтрино могут переходить из одного типа в другой, не все из которых были доступны для наблюдения. Таким образом, наблюдаемое расхождение удалось объяснить нейтринными осцилляциями, а данные о ядерных реакциях в Солнце оказались верными.

### Комментарии
1. ↑  2 в знаменателе возникает из-за того, что темп реакций пропорционален числу возможных пар частиц в единице объёма. Если в реакции принимают участие частицы разных типов с концентрациями {\displaystyle n_{A}} и {\displaystyle n_{B}}, то число возможных пар — это произведение {\displaystyle n_{A}n_{B}}.

Если в реакции принимают участие частицы одного вида с концентрацией {\displaystyle n_{A}}, то каждая из них не может реагировать сама с собой, так что число пар уменьшается до {\displaystyle n_{A}(n_{A}-1)}. Кроме того, в таком произведении каждая пара считается дважды, и поскольку частицы одинаковы, то пара частиц {\displaystyle A_{1}} и {\displaystyle A_{2}} — та же пара, что и {\displaystyle A_{2}} и {\displaystyle A_{1}}. Поэтому число пар составляет {\displaystyle n_{A}(n_{A}-1)/2}, что приблизительно равно {\displaystyle n_{A}^{2}/2}, поскольку {\displaystyle n_{A}} обычно достаточно велико[19].
2. ↑  Более строго — образуются ещё и позитроны, но они аннигилируют с электронами в плазме. Энерговыделение в 27,3 МэВ на реакцию приведено с учётом аннигиляции[36].
3. ↑  Современная оценка возраста Земли — 4,6 миллиарда лет[12].